# Тімішешть (комуна)
Тімішешть, Тімішешті (рум. Timișești) — комуна у повіті Нямц в Румунії. До складу комуни входять такі села (дані про населення за 2002 рік):
- Думбрава (1185 осіб)
- Зворенешть (166 осіб)
- Плеєшу (800 осіб)
- Преутешть (596 осіб)
- Тімішешть (1285 осіб)

Комуна розташована на відстані 312 км на північ від Бухареста, 36 км на північ від П'ятра-Нямца, 79 км на захід від Ясс.

## Населення
За даними перепису населення 2002 року у комуні проживали 4032 особи.
Національний склад населення комуни:
| Національність | Кількість осіб | Відсоток |
| -------------- | -------------- | -------- |
| румуни         | 4009           | 99,4%    |
| цигани         | 19             | 0,5%     |
| угорці         | 4              | 0,1%     |

Рідною мовою назвали:
| Мова      | Кількість осіб | Відсоток |
| --------- | -------------- | -------- |
| румунська | 4026           | 99,9%    |
| угорська  | 4              | 0,1%     |
| циганська | 2              | < 0,1%   |

Склад населення комуни за віросповіданням:
| Релігія                                       | Кількість осіб | Відсоток |
| --------------------------------------------- | -------------- | -------- |
| православні                                   | 4004           | 99,3%    |
| старообрядці                                  | 19             | 0,5%     |
| реформати                                     | 4              | 0,1%     |
| римо-католики                                 | 2              | < 0,1%   |
| бретрени                                      | 2              | < 0,1%   |
| лютерани (Синодально-пресвітеріанська церква) | 1              | < 0,1%   |